# Ormo (naturreservat)
Ormo är ett naturreservat i Kungälvs kommun i Västra Götalands län.
Området är naturskyddat sedan 2018 och är 25 hektar stort. Reservatet omfattar en sträcka av bäckdalen kring Ormbäcken mellan skogklädda kullar och öppen hagmark.  Reservatet består av ädellövskog, och betesmark.